# The Cooper Temple Clause
The Cooper Temple Clause est un groupe de rock alternatif britannique, originaire de Wokingham, dans le sud de l’Angleterre. Formé en 1998, le groupe gagne rapidement en notoriété grâce aux concerts. Ils comptent un total de trois albums, le dernier étant Make this Your Own. Le groupe se sépare en avril 2007, après le départ de Daniel Fisher.
Après avoir signé un contrat avec le label RCA en 2000 et l’enregistrement de plusieurs EP, il sort son premier album See this Through and Leave en 2002 suivi en 2003 de Kick Up the Fire, and Let the Flames Break Loose et obtient une reconnaissance internationale grâce au single Promises, Promises et Blind Pilots. Le groupe quitte le label RCA en 2006 et signe avec Sanctuary Records avec lequel il réalisera son troisième album Make this Your Own.

## Biographie

### Débuts
Le groupe tire son nom du « Cowper-Temple clause », un amendement autorisant les parents à retirer leurs enfants de l'éducation religieuse en Grande-Bretagne (loi de 1870 sur l'éducation élémentaire). Le groupe le prononce avec le son « u ». Toutefois, le groupe a donné de nombreuses versions à propos de la signification de leur nom.
Le premier album sort le 11 février 2002 au Royaume-Uni. Les trois morceaux principaux sont Let's Kill Music, Film-Maker / Been Training Dogs, et Who Needs Enemies?. L’album sort en CD, en édition limitée double CD, en version internationale et en coffret. L’édition en double CD contient 3 chansons supplémentaires et des versions live de Panzer Attack et Let’s Kill Music. Il est bien reçu par la critique et atteint la 27e place au classement UK Albums Chart.
Dix neuf mois seulement après le premier album, le groupe sort le second album le 8 septembre 2003. Les chansons sont produites avec plus de soin et dans un style différent car ils y ajoutent des sons électroniques. Les titres  Promises, Promises et Blind Pilots les font connaître au public international et "Promises, Promises" est porté à la 19e place aux classements britanniques. L’album atteint, quant à lui, la 5e place des albums au Royaume-Uni.

### Derniers albums
En septembre 2005, le groupe annonce le départ du bassiste Didz Hammond qui rejoint l’ex-libertines Carl Barât pour former Dirty Pretty Things. Cependant, il est tout de même crédité sur deux des titres du troisième album ; Damage et What Have You Gone and Done.
Après le départ du bassiste et de nombreux problèmes dus au changement de label, le troisième album sort finalement le 22 janvier 2007. Tom Bellamy et Daniel Fisher sont plus impliqués dans le chant et l'influence de la musique électronique est moindre. The Cooper Temple Clause annonce sa séparation en avril 2007 à la suite de la décision de Daniel Fisher de quitter le groupe.

## Influence
The Cooper Temple Clause est associé par certain au mouvement rock progressif mais aussi au style post-hardcore de At the Drive-In. Mais aussi par la musique typique des années 1990 et l'ère britpop avec des groupes tels que Blur et Oasis. En outre le choix d’intégrer plus de musique électronique a été influencé par Radiohead. Leur premier album a été comparé avec l’album des Mansun, Six.

## Membres
- Tom Bellamy - guitare, basse, synthétiseur, claviers, trompette, chant, paroles
- Daniel Fisher - guitare, basse, chant, paroles
- Ben Gautrey - chant, guitare, basse, claviers
- Jon Harper - batterie, percussions, chant
- Kieran Mahon - clavier, piano, synthétiseur, orgue, guitare, basse, chœurs
- Didz Hammond - basse, synthétiseur, samples, guitare et voix (1997-2005)

## Discographie

### Singles et EP
| Date           | Title (Place au classement UK Singles Chart) |
| -------------- | -------------------------------------------- |
| Juillet 2000   | Crayon Demos                                 |
| Mars 2001      | The Hardware EP                              |
| mars 2001      | Way Out West                                 |
| juin 2001      | The Warfare EP                               |
| juillet 2001   | The Hardware EP + The Warfare EP             |
| septembre 2001 | Let's Kill Music (#41)                       |
| janvier 2002   | Film-Maker / Been Training Dogs (#20)        |
| mai 2002       | Who Needs Enemies? (#22)                     |
| septembre 2002 | A.I.M.                                       |
| septembre 2003 | Promises, Promises (#19)                     |
| novembre 2003  | Blind Pilots (#37)                           |
| mai 2006       | Damage                                       |
| octobre 2006   | Homo Sapiens (#36)                           |
| janvier 2007   | Waiting Game (#41)                           |
| avril 2007     | Head                                         |